# 財務審計
财务审计（英語：financial audit）是为了提供财务报表（信息被核实到给予合理保证的程度）是否按照指定的标准陈述。通常情况下，这些标准是国际会计准则，或当地政策法规-。在提供财务报表是否按照会计准则公平陈述的意见时，审计师收集证据以确定报表是否包含重大错误或其他误报。

## 審計程序
是指查核人員在审计工作中可能采用的，用以获取充分、适当的审计证据以发表恰当的审计意见的程序。
审计程序包括：
1. 检查记录或文件：如检查会计凭证及其附件，检查董事会会议记录，目的是为了验证财务报表所包含或应包含的信息；
2. 检查有形资产：如检查固定资产、存货、库存现金、票据及有价证券，目的是为了验证其存在；
3. 观察：如观察被审计者对存货的盘点；
4. 询问：以口头或书面的形式向被审计者内部或外部人员了解相关情况；
5. 函证：向第三方，如银行或债务人等发送询证函以获取对方对被审计者有关信息的声明；
6. 重新计算：对记录或文件中的数据进行复核，如重新计算所得税等；
7. 重新执行：重新独立执行被审计者的部分或全部内部控制，如重新编制银行存款余额调节表；
8. 分析程序：通过研究不同财务数据之间以及财务数据与非财务数据之间的内在关系，对财务信息作出评价，如分析存货周转率、流动比率等。

查核人員可以通过单独或组合执行上述程序完成风险评估、控制测试和实质性程序。